# Dr. Zamenhofpark
Het Dr. Zamenhofpark is een stadspark in Leeuwarden in de Nederlandse provincie Friesland.
Het park werd in 1942 benoemd als Oosterpark. In 1959 werd het hernoemd naar Dr. Zamenhofpark. Het is vernoemd naar Ludwik Lejzer Zamenhof, hij was de bedenker van de taal Esperanto. 
In het park stonden twee monumenten voor Zamenhof en het Esperanto. Het eerste is een abstract werk van de kunstenaar Tseard Visser uit 1966. Het staat nog steeds in het park. Het tweede en verdwenen monument is een borstbeeld van Zamenhof, dat in 1975 onthuld werd door burgemeester Willem Harmsma. Dit beeld was vervaardigd door Doekle Blanksma. Deze bewonderaar van Zamenhof had het beeld in de jaren vijftig in zijn vrije tijd gemaakt. Het originele betonnen beeld is bijgewerkt en in brons gegoten door J. Kipte. In 2017 is het borstbeeld ontvreemd.
Het park met een vijver heeft een lengte van 350 meter en is gelegen tussen de Pasteurweg, de Boerhaavestraat, Robert Kochstraat en de Archipelweg. 

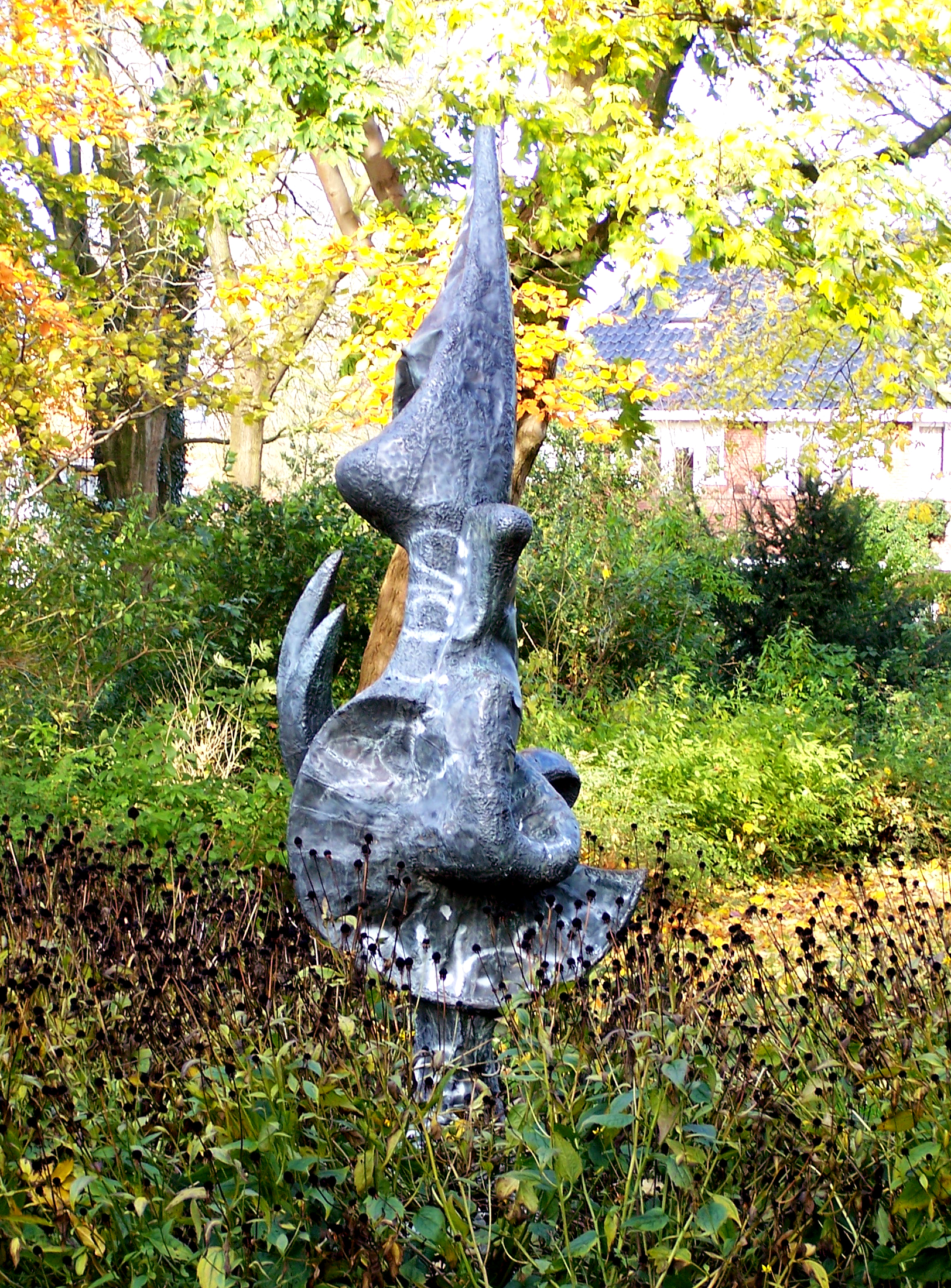
Kunstwerk van Tseard Visser in het park

Abbingapark · 
Dr. Zamenhofpark · 
Julianapark · 
Kronenbergerpark · 
Noorderplantage · 
Oostervijverpark · 
Prinsentuin · 
Rengerspark · 
Westerpark

Parken in Friesland